# Nous promenons aussi les chiens
Nous promenons aussi les chiens (titre original : —We Also Walk Dogs) est une nouvelle de Robert Heinlein publiée pour la première fois dans le magazine Astounding Science Fiction en juillet 1941 (en 1967 en français par OPTA), et faisant partie de l’Histoire du futur.

## Résumé
Les Services Généraux sont une grande entreprise qui, contre rémunération, organise et fait accomplir toutes les tâches possibles et légales, qu'elles soient triviales (promener les chiens, activité initiale du fondateur, d'où leur devise) ou gigantesques.
Un jour cependant, un agent du gouvernement leur demande l'impossible : assurer une conférence secrète entre les représentants des planètes solaires, sans que ces derniers ne souffrent de l'intense pesanteur de la Terre. Or la technologie qui le permettrait n'existe pas.
L'équipe dirigeante des SG réussira cependant au prix de plusieurs acrobaties. Outre la confiance du gouvernement, ils gagnent alors l'unique procédé commercialisable de gravité artificielle.

## Observations
L'histoire pèche par deux lacunes. On ignore comment est générée la gravité artificielle ; et on ignore aussi comment les protagonistes parviennent à se procurer le prix que demande son inventeur.
De plus, elle est en contradiction légère avec plusieurs autres nouvelles de la série, car le problème de la pesanteur revient régulièrement dans des histoires censées se dérouler plus tard.

## Éditions en français
- dans Histoire du futur (Tome 1),  OPTA, coll. Club du livre d'anticipation no 10, 1967.
- dans Histoire du futur (Tome 2), Les Vertes Collines de la Terre, Presses-Pocket/Pocket, coll. Science-fiction no 5063, 1979 (rééd. 1989)
- dans Histoire du futur (Tome II), Les Vertes Collines de la Terre, Gallimard, coll. Folio SF no 208, 2005.